# Theo Becker (Önologe)
Theo Becker (* 30. Januar 1927 in Haßloch (Pfalz); † 27. März 2006 in Deidesheim) war ein deutscher Önologe. Er wurde bekannt als Funktionär der Weinbruderschaft der Pfalz, der er fast 30 Jahre lang als Ordensmeister vorgestanden hat.

## Leben
Becker absolvierte ein Studium an der Landwirtschaftshochschule in Weihenstephan. Als er dort promovierte, war er der erste Doktorand mit einem Weinbau-Thema. Als diplomierter Landwirt leitete er in Deidesheim ein Lehr- und Versuchsgut für Weinbau, das ab 1972 zur Hoechst AG gehörte.
Über den Wein schrieb Becker zahlreiche Bücher. Am bekanntesten wurde In der Rebe das Leben, das auch in einer englischen Ausgabe erschienen ist. Neben ungezählten Fachaufsätzen über den Wein gab er die Deidesheimer Briefe mit fachlichen Ratschlägen für Winzer heraus. Doch auch Laien verstand er den Wein näherzubringen und leitete wortgewaltig und mit Humor viele Weinseminare und Weinproben.
Als Nachfolger von Leopold Reitz führte Becker die Weinbruderschaft der Pfalz von 1972 bis 2002 als Ordensmeister und wurde dann ehrenhalber zum Großmeister ernannt. Seine Aufgabe sah er darin, sich als „Weingewissen“ der Pfalz für einen sauberen, ehrlichen Wein einzusetzen und sich gegen dessen Uniformierung zu wenden. Wein war für ihn nicht nur Genussmittel, sondern auch bedeutendes Kulturgut. Über die Weinbruderschaft suchte er deswegen immer wieder Kontakt zu Künstlern, Wissenschaftlern und Schriftstellern.
Zu seinem Rückzug als Ordensmeister der Weinbruderschaft im Jahre 2002 trug nicht nur seine angegriffene Gesundheit bei. Fünf Jahre zuvor hatte er in einem Artikel für das Heimatjahrbuch 1997 des Landkreises Bad Dürkheim nach Meinung vieler Leser zu einseitig die Vorzüge der Hitlerjugend-Organisation geschildert, die er als Junge erlebt hatte; trotz eines Vorwortes der Redaktion verfolgte ihn die Ablehnung des Aufsatzes noch geraume Zeit und führte bei ihm zu nachhaltiger Verbitterung.

## Werke
- Entwicklungsbeeinflussung der Reben durch kupferhaltige und kupferfreie Pflanzenschutzmittel. Verlag Horn, München 1957 (Dissertation).
- In der Rebe das Leben. Das Bildbuch vom Wein. 2., erw. Auflage. Pfälzische Verlagsanstalt, Neustadt an der Weinstraße 1979, ISBN 3-87629-065-1 (mit Zeichnungen von Hans Moster; 1. Auflage 1970).
- Weinbau anno dazumal. Eine Bilderserie ausgewählt und beschrieben von Theo Becker. Verlag Meininger, Neustadt an der Weinstraße 1983, ISBN 3-87524-033-2.
- Rebenland. Ein Jahr im Weinberg. Pfälzische Verlagsanstalt, Landau in der Pfalz 1990, ISBN 3-87629-155-0 (mit Fotos von Karlheinz Schmeckenbecher).

## Auszeichnungen
Für seine Verdienste um den Wein wurde Becker oftmals ausgezeichnet. Unter anderem erhielt er 1975 das Bundesverdienstkreuz am Bande und 1992 das Bundesverdienstkreuz 1. Klasse. Im selben Jahr wurde er zum Ehrenmitglied des Deutschen Weinbauverbandes ernannt.  Von der Stadt Deidesheim erhielt er die Silberne Ehrenplakette (1974), von der Stadt Neustadt an der Weinstraße die Goldene Ehrennadel (1975), und vom Deutschen Journalistenverband wurde er mit der Goldenen Zeile ausgezeichnet (1985).
1984 erhielt er den Deutschen Weinkulturpreis; 1987 wurde ihm von der Weinbruderschaft der Pfalz die Auszeichnung Ritter der Deutschen Weinstraße zuerkannt. Das Europäische Institut für Kultur, Geschichte und Volkskunde in Florida verlieh ihm eine Ehrenprofessur.
Im Zweiten Weltkrieg war Becker unter anderem mit dem Eisernen Kreuz I. Klasse ausgezeichnet worden.